# Chloroclystis aucta
Chloroclystis aucta là một loài bướm đêm trong họ Geometridae.